# Bert Jones
Bertram Hays Jones, detto Bert (Ruston, 7 settembre 1951), è un ex giocatore di football americano statunitense che ha giocato nel ruolo di quarterback per la maggior parte della carriera con i Baltimore Colts della National Football League (NFL). Fu scelto la seconda scelta assoluta del Draft NFL 1973 da parte dei Colts. Al college ha giocato a football all’Università della Louisiana.

## Carriera professionistica
Nel 1973, Jones fu selezionato come secondo assoluto del Draft 1973 dai Baltimore Colts per essere il successore di Johnny Unitas, che in seguito fu scambiato coi San Diego Chargers. Il suo debutto avvenne il 16 settembre 1973 nella sconfitta contro i Cleveland Browns. Durante i suoi anni come quarterback titolare dei Colts, Jones vinse tre titoli consecutivi della AFC East (1975–77). In ognuno di quegli anni però, i Colts furono eliminati nel primo turno dei playoff. Le fortune dei Colts ebbero alti e bassi con Jones: egli perse la maggior parte delle stagioni 1978 e 1979 per un infortunio alla spalla e i Colts in quegli anni terminarono all'ultimo posto nella division.
La stagione 1976 di Bert Jones fu la sua migliore a livello professionistico: egli lanciò per 3.104 e un record in carriera di 24 touchdown, con un passer rating di 102,5. Jones fu uno dei tre soli quarterback ad aver terminato una stagione negli anni settanta con un passer rating oltre il 100, insieme a Roger Staubach dei Dallas Cowboys (1971) e Ken Stabler degli Oakland Raiders (1976). Nel 1976, Jones vinse il premio di MVP della NFL, di miglior giocatore offensivo dell'anno della NFL, fu inserito nella formazione ideale della stagione All-Pro e convocato per il Pro Bowl. Nella stagione successiva fu inserito nel Second-Team All-Pro. Durante una gara del 26 ottobre 1980 contro i St. Louis Cardinals, Jones subì un numero record di 12 sack.
Nel 1982, la sua ultima stagione, Jones giocò quattro partite con i Los Angeles Rams prima che un infortunio al collo lo costringesse al ritiro.
Il famoso osservatore Ernie Accorsi affermò che se Bert Jones avesse giocato in diverse circostanze, probabilmente sarebbe stato il miglior giocatore di sempre. L'hall of famer John Riggins invece che fu il giocatore più competitivo che avesse mai visto. Alla vigilia del Super Bowl XLII, il capo-allenatore dei New England Patriots Bill Belichick, nel discutere su chi fosse stato il più gran quarterback di tutti i tempi, descrisse Jones come il "passatore migliore" che avesse mai visto.

## Statistiche
| Partite totali    | 102    |
| Yard lanciate     | 18.190 |
| Touchdown         | 124    |
| Intercetti subiti | 101    |
| Passer rating     | 78,2   |